# Xaniosternum ophioneum
Xaniosternum ophioneum är en tvåvingeart som beskrevs av Günther Enderlein 1920. Xaniosternum ophioneum ingår i släktet Xaniosternum och familjen borrflugor.
Artens utbredningsområde är Ekvatorialguinea. Inga underarter finns listade i Catalogue of Life.